# Барна-Сабадус, Валер
Валер Барна-Сабадус (иногда просто Валер Сабадус, нем. Valer Barna-Sabadus, 15 января 1986, Арад, Румыния) — немецкий певец румынского происхождения (контратенор), выступающий на оперной и камерной сцене. Певец с успехом принимает участие в исполнении ранних опер в стиле барокко (в частности, Клаудио Монтеверди и Франческо Кавалли), произведений итальянской духовной и светской музыки XIX века, сочинений современных композиторов. Удостоен ряда престижных национальных и международных наград

## Биография
Валер Барна-Сабадус родился в городе Арад в Румынии (рядом с венгерской границей) 15 января 1986 года в семье профессиональных музыкантов. Его мать была пианисткой, отец — виолончелистом. Отец умер, когда ребёнку исполнилось всего четыре года, незадолго до падения режима Николае Чаушеску. Его бабушка была немкой. В интервью австрийской газете «Kleine Zeitung» певец рассказывал, что уже в детстве свободно говорил на венгерском, румынском, немецком языках, в меньшей степени на сербском языке. С тех пор Барна-Сабадус сохранил уважение к культуре разных народов и не любит такие слова, как «ассимиляция» и «эмиграция», которые, по утверждению певца, «имеют для него странный оттенок».
Семья будущего певца в 1991 году эмигрировала в Германию, где проживала сначала в Вестфалии, а затем переехала в Баварию и поселилась в Мюнхене, где его мать устроилась на работу в музыкальную школу. Мальчик играл на скрипке, а друг его матери, по происхождению — русский, обучал его игре на фортепиано. В 17 лет Валер увидел по телевидению контратенора Андреаса Шолля. Пленённый его необычным голосом, подросток попытался подражать певцу. Спустя короткое время он исполнил матери несколько произведений классики духовной музыки. В возрасте 18 лет мать одобрила поступление Валера в Мюнхенскую высшую школу музыки и театра (кроме неё Сабадус также в 2013 году окончил с отличием факультет музыкального театра Баварской театральной академии Августа Эвердинга), где он приступил к занятиям в классе сопрано Габриэле Фукс (нем. Gabriele Fuchs). К этому времени Барна-Сабадус ничего не знал о центрах обучения барочному пению, таких как Базель, Кёльн или Ден Хааг. Кроме этого, он хотел остаться рядом со своей семьёй. В Габриэле Фукс, по его словам, певец нашёл идеального учителя, хотя она и не специализировалась именно на барочном репертуаре.
В 2009 году Барна-Сабадус дебютировал на Зальцбургском фестивале в опере «Демофонт» Никколо Йоммелли, а вслед за этим выступил в этой же партии на музыкальном фестивале в Равенне и в спектаклях Парижской национальной оперы. С тех пор он выступал в сольных партиях различных барочных опер во Франкфуртской опере, на Генделевском фестивале в Халле, в Кёльнской опере, Берлинской Государственной опере, дрезденской Земпер-опер, Королевской опере Версаля и на других престижных театральных оперных сценах. Широкую международную известность он получил в 2012 году после выступления в опере Леонардо Винчи «Артаксеркс», показанной на многих европейских подмостках: в Королевской опере Версаля, Театре Елисейских полей, в Амстердамском Консертгебау, Театре Ан дер Вин, в оперных театрах Нанси, Лозанны и Кёльна. Опера была записана на CD, запись получила большое число наград, а сам певец в 2013 году был номинирован на премию Грэмми за исполнение партии в записи этой оперы.
В дополнение к своей оперной работе контртенор даёт сольные камерные концерты в сопровождении ведущих ансамблей ранней музыки, таких как Kammerorchester Basel, Hofkapelle München, ансамбли L'Arpeggiata и Il pomo d'Oro. Дискография Валера Сабадуса включает как ранние оперы в стиле барокко Клаудио Монтеверди и Франческо Кавалли, так и итальянскую духовную и оперную музыку XIX века, современные сочинения Энйотта Шнайдера.
Необычной стороной его творчества стало сотрудничество с немецким рэппером Сэми Делюксом к 300-летию со дня смерти Готфрида Вильгельма Лейбница. В этом проекте барочные арии Георга Фридриха Генделя чередовались со звучанием рэпа и электронной музыки.

## Личность и голос певца
Себя певец относит к четвёртому поколению контратеноров (после Альфреда Деллера). Он считает, что эффект сенсации вокруг такого голоса уже давно ушёл, поэтому рядовой контратенор сегодня уже не является редкостью. Конкуренция между представителями такого голоса весьма существенна, что теперь «требует такой же интенсивной работы, как и любой другой голос». Девиз певца: «Делай всё не торопясь, чтобы расширить репертуар и, следовательно, горизонты». Своими сильными сторонами он считает способность вживаться в роль и ситуацию на сцене, сопереживание герою и эмоциональность.
Среди музыкальных произведений, которые он слушает за рамками профессиональной деятельности, нет опер. Он любит брит-поп, особенно «вживую», джаз Чика Кориа и Бобби Макферрина, фаду, который, по словам Барна-Сабадуса, пробирает его до самых костей, отмечает Фредди Меркьюри в образе домохозяйки с пылесосом и Кончиту Вурст. По его мнению, гендерные роли оказались в центре внимания общества: женщины приобретают мужские черты, а мужчины — женские. В этом отношении показателен интерес к контратенорам, которые, по словам Барна-Сабадуса, «поют высоким голосом и имеют бороды».
Певец неоднократно выступал в Российской Федерации (Москва, Санкт-Петербург) в сопровождении камерных оркестров Quantum Satis и Кончерто Кёльн. Газета «Санкт-Петербургские Ведомости» писала в 2017 году:

«Барна-Сабадус продемонстрировал феноменальную технику дыхания, которого… не было слышно! Длинные фразы звучали у него идеально ровно, с соблюдением единого „калибра“ каждой ноты, то есть поистине инструментально. И в этом чувствовалась принадлежность певца новому поколению контратеноров, у которых нет права на ошибку, но есть суровая необходимость быть лучше своих уже выдающихся предшественников. Несколько прохладный мраморный тембр Валера привлекает слух так, как завораживают глаз выточенные линии на мраморных шедеврах. В этом тембре есть что-то гипнотическое»— Владимир Дудин. Высокие отношения
Критик журнала «Музыкальная Америка» так описывал свои впечатления от выступления певца в оперном спектакле в начале его карьеры:

«…Около 11:00 вечера Валер Барна-Сабадус, едва заметный ранее, остался один в центре сцены для исполнения арии „Non odi consiglio?“. Позже я узнал, что это был его профессиональный дебют. Меня сразу поразил тембр его голоса: контратенор, но чрезвычайно высокий контратенор с необычайно сладким тембром. А затем начался колоратурный фейерверк и моя челюсть отвисла, когда Барна-Сабадус взял два C♯ стаккато, которые, казалось, превзошли любую Королеву Ночи»— Ларри Л. Лаш. Редкий голос, уникальный звук

## Награды
- В июле 2009 года удостоен журналом «Музыкальная Америка» звания «Артист месяца»[6].
- В 2012 году удостоен Премии немецких критиков за сольный компакт-диск «Hasse Reloaded» (лейбл OehmsClassics[англ.])[1][Прим 2].
- Двукратный обладатель премии «Эхо»[англ.] (2012, 2015)[2].
- Удостоен звания «Молодой артист года» от ICMA[англ.] (2013)[2].